# Oxytelus piceus
Oxytelus piceus är en skalbaggsart som först beskrevs av Carl von Linné 1767.  Oxytelus piceus ingår i släktet Oxytelus, och familjen kortvingar. Enligt den finländska rödlistan är arten nationellt utdöd i Finland. Arten är reproducerande i Sverige. Artens livsmiljö är torra gräsmarker.